# علم جيولوجيا الأساطير

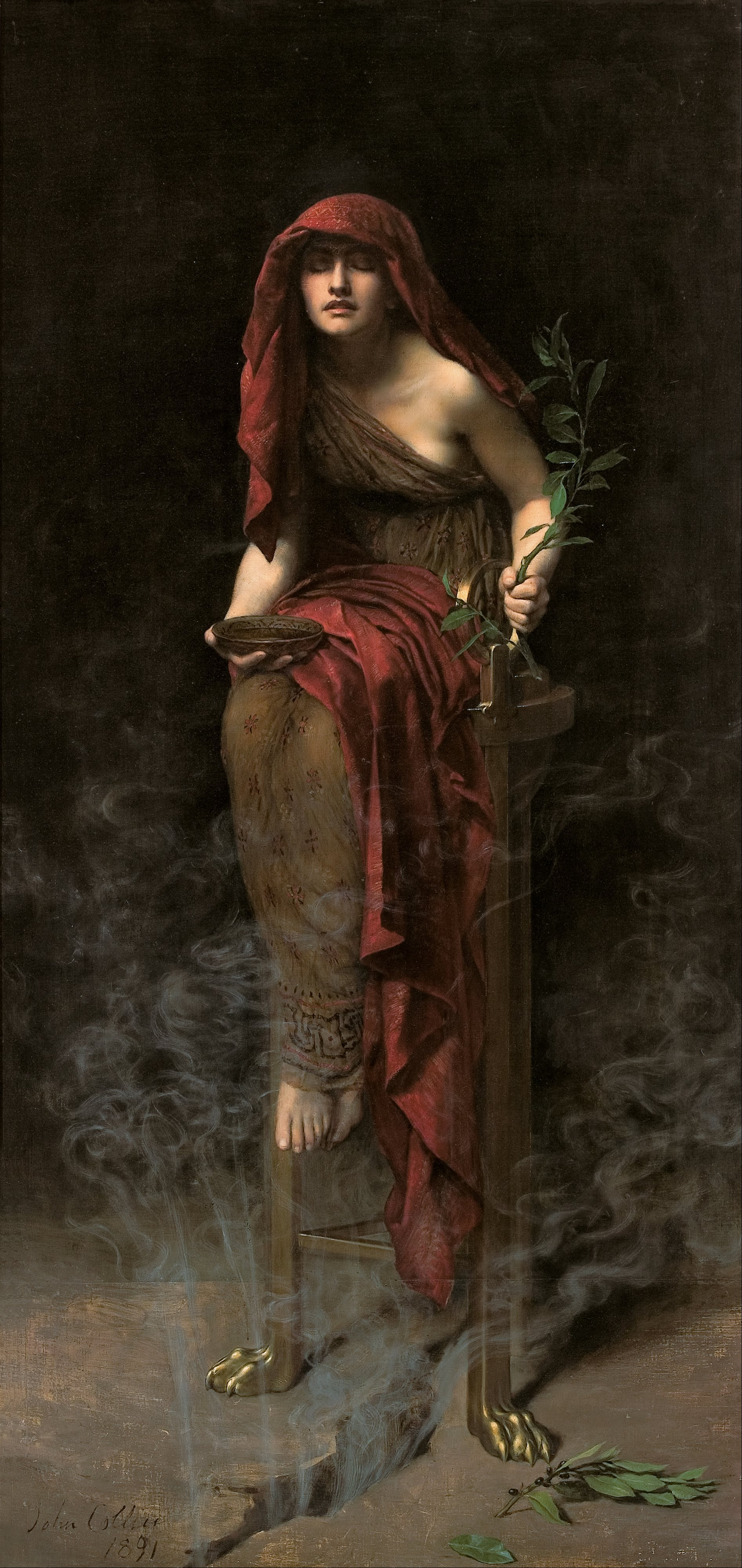
John Collier - Priestess of Delphi - Google Art Project.

علم جيولوجيا الأساطير هو علم يُعنى بدراسة الإشارات المزعومة إلى الحوادث الجيولوجية في علم الميثولوجيا. وتمت صياغة هذا المصطلح عام 1968 على لسان دوروثي فيتاليانو وكانت عالمًة جيولوجيًة في جامعة إنديانا.
"علم جيولوجيا الأساطير يشير إلى كل حالة يمكن فيها إبراز كون أصل الأساطير والخرافات يتضمن إشارات إلى ظواهر وخصائص جيولوجية، تشمل - بالمعنى الواسع لها - الظواهر الفلكية (المذنبات والخسوفات والمؤثرات النيزكية، وغير ذلك). وقد أشار فيتاليانو (1973) إلى أنه "بشكل أساسي، هناك نوعان من الفولكلور الجيولوجي، الأول هو الذي تتوفر فيه خصيصة جيولوجية أو شكل حدوث بعض الظواهر الجيولوجية مصدر إلهام لتفسير الفولكلور والثاني ويشمل التفسير المحرف لحادثة جيولوجية ما، وعادة ما تكون هذه كارثة طبيعية".
وهناك زعم بأن التقاليد الشفوية عن الطبيعة غالبًا ما يتم التعبير عنها بلغة أسطورية وقد تحتوي على معرفة طبيعية حقيقية ومميزة تستند إلى ملاحظة دقيقة للدليل المادي. يزعم متخصصو علم جيولوجيا الأساطير قدرتهم على توفير معلومات ذات قيمة كبيرة عما وقع سابقًا من الزلازل والأمواج العاتية والفيضانات وحوادث التصادم الكوكبية واكتشافات الوقود الحفري وغير ذلك من حوادث قد تكون مجهولة من الناحية العلمية أو يصعب تتبع آثارها.
ولتمييز هذه عن الأخرى، هناك قصص السببية التي تقدم تفسيرًا للخصائص الجيولوجية دون أي ذكر لتشكلها؛ ومثال ذلك أسطورة من أساطير السكان الأصليين في أمريكا عن دب عملاق يطارد زوجين، فيتخلصان منه عندما ترتفع الأرض من تحت أقدامهما؛ ولا تزال علامات أظافر مخالب الدب محفورةً على جانبي الجزء المرتفع عن الأرض والذي يُعرف اليوم باسم ديفلز تاور، وايومنغ.
	في أغسطس 2004، عقد المؤتمر الجيولوجي الدولي رقم 32 جلسةً ناقش فيها موضوع «الأسطورة والجيولوجيا»، والذي تمخض عن أول مجموعة من الأبحاث التي خضعت لمراجعة صارمة تناقش هذا الموضوع (2007).

## كتابات أخرى
- Hamacher, D.W. and Norris, R.P., 2009. “Australian Aboriginal Geomythology: eyewitness accounts of cosmic impacts?”, Archaeoastronomy, Vol 22, pp. 60–93.
- Mayor, A., 2000. “The First Fossil Hunters: Paleontology in Greek and Roman Times.” Princeton University Press.
- Mayor, A. 2005. “Fossil Legends of the First Americans.” Princeton University Press.
- Vitaliano, D. B., 1968, Geomythology, Journal of the Folklore Institute, Vol. 5, No. 1 (June 1968), p. 11.
- Vitaliano, D.B., 1973, Legends of the Earth, Indiana University Press, 305 p.